# Вернигора Михайло Олександрович
Миха́йло Олекса́ндрович Вернигора — старший лейтенант Збройних сил України.
Станом на березень 2017-го — заступник командира батальйону по роботі з особовим складом 1-го батальйону оперативного призначення, 9-й полк оперативного призначення НГУ.

## Нагороди
19 липня 2014 року — за особисту мужність і героїзм, виявлені у захисті державного суверенітету та територіальної цілісності України, вірність військовій присязі під час російсько-української війни, відзначений — нагороджений орденом «За мужність» III ступеня.